# 동인 숍

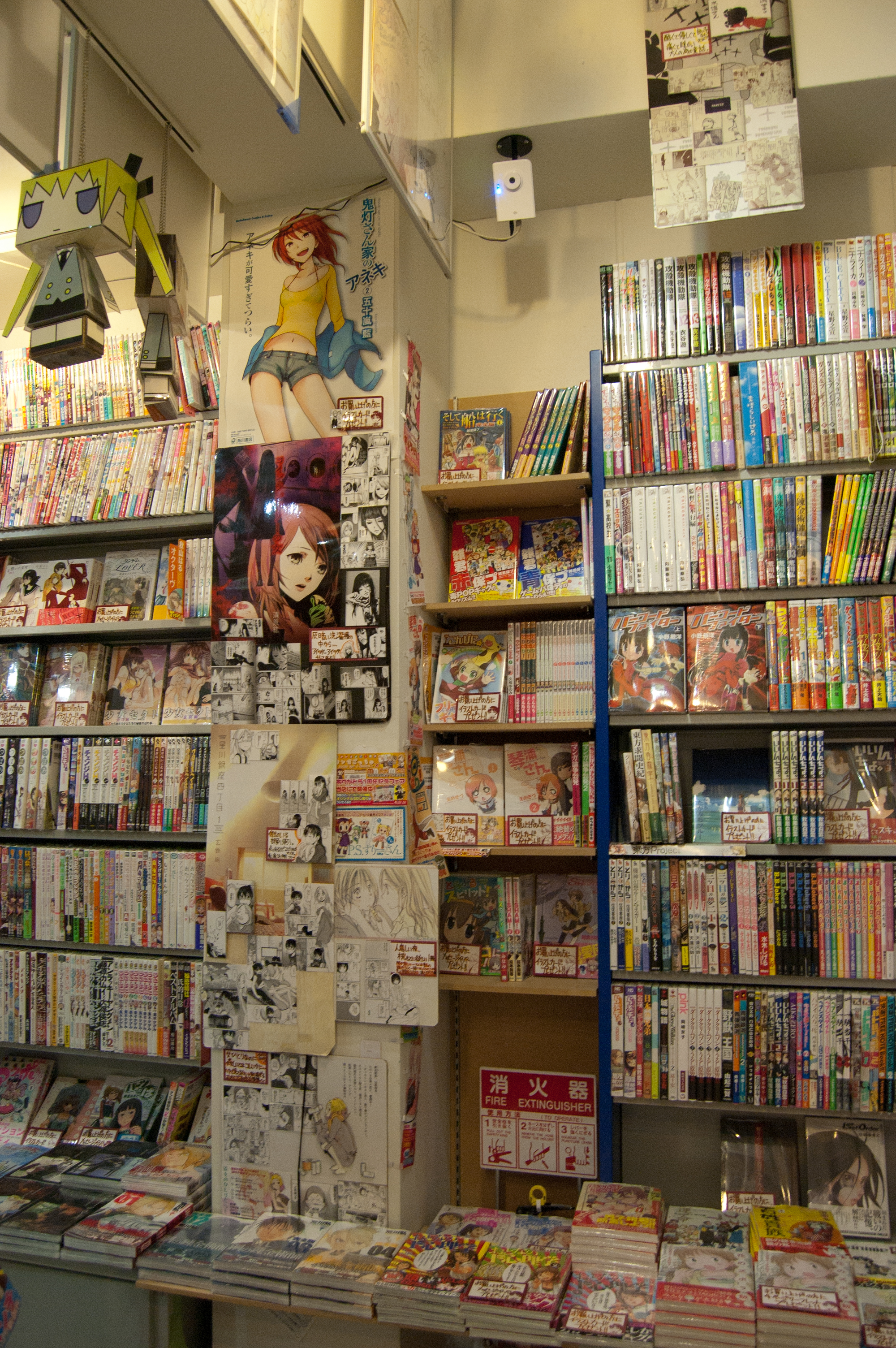
동인 상점 COMIC ZIN의 내부

동인 상점 또는 동인 숍(일본어: 同人ショップ 도진숏푸[*])은 동인지 등의 자비출판물을 전문적으로 취급하는 상점으로, 주로 일본에 분포하고 있다. 동인 상점들은 온라인 또는 오프라인 형태 양쪽에서 운영되고 있다. 몇몇은 중고 동인지만 판매하지만, 대형 체인들은 신작 동인지도 판매한다. 많은 동인 상점들이 동인 음악, 동인 게임, 또는 만화 및 애니메이션 등의 상업 매체들도 취급하고 있다.

## 개요
동인지 즉매회와 함께, 동인 상점들은 동인지의 주요 배포처이다. 동인 상점들은 동인지 즉매회가 충족시킬 수 없는 수요를 충당한다: 동인지 즉매회에 참석하지 못하는 사람들이 동인지를 살 수 있게 만드는 것이다. 일반 서점에서는 동인지가 아주 가끔 취급되며, 대부분은 일반적인 서점들에서 제외된다. 동인지들은 기본적으로 자비출판물일 뿐 아니라, 대부분의 동인지가 팬 제작물이기에, 일본 저작권법에서 모호한 부분에 있다. 동인지에 대한 저작권자의 관용은 동인 상점들이 계속 운영될 수 있게 한다.
동인 상점들은 독립적으로 또는 체인으로 운영될 수 있다. 체인 상점들은 일본의 여러 대도시에서 찾아볼 수 있다. 이들은 도쿄도의 아키하바라 및 이케부쿠로 인근, 오사카부의 닛폰바시 인근 등 만화와 애니메이션 팬들이 모이는 지역들에 주로 집중되어 있다. 상점은 대규모일 수 있으며 여러 고객층들에 따라, 또는 신작과 중고의 구분에 따라 여러 층으로 나뉠 수 있다.
몇몇 동인 상점들은 오프라인뿐 아니라 온라인에서, 출간된 동인지, 다운로드받을 수 있는 디지털 동인지, 동인 게임 등을 판매한다. DLsite.com 등의 몇몇 동인 상점들은 온라인에서만 운영되며, 몇몇 팬 제작자들은 스스로 온라인 동인 상점을 운영하기도 한다.

## 역사
초기의 동인 상점들은 1980년대 초반에 생겨나 주로 도쿄도에 위치했다. 1980년대 중반 로리콘과 야오이 등 새 장르들의 부상으로 동인지 제작이 인기를 얻자, 동인 상점들의 규모 또한 확장되고 중고 동인지뿐 아니라 신작 동인지 배포 의뢰도 받기 시작하였다. 1990년대에도 코믹마켓 등 동인지 즉매회의 확대와 함께, 몇몇은 대규모 체인 상점으로 발달하여 계속 확장되었다. 동인 상점의 상업적 영향이 증가했으며, 상점의 개수와 매출의 증가도 이를 뒷받침한다. 예를 들어, K-BOOKS의 매출은 1995년 3억 5천만 엔에서 2008년 39억 5천만 엔으로 증가했다. 코믹 토라노아나의 매출은 1994년 3억 9천만 엔에서 2006년 148억 5천만 엔으로 증가했다.

## 운영 방식
동인 상점에서의 신작 동인지 판매는 주로 위탁 판매 형식으로 이루어진다. 동인 서클들은 동인 상점에 작품의 진열을 의뢰한다. 동인지의 판매 가능성에 따라, 동인 상점들은 이를 수용할 수도 거부할 수도 있다. 진열이 이루어지게 되면, 동인 서클과 동인 상점은 일정 기간 동안 동인지를 진열하는 계약을 맺는다. 동인 상점이 수수료를 받으면 이후의 수익은 동인 서클에게 돌아간다.
중고 동인지를 판매할 때, 동인 상점들은 일반 중고 서점과 똑같이 운영된다. 고객들은 동인지를 동인 상점에 가져오고, 동인 상점은 이를 사들여 다시 판매한다.동인 상점에서 중고 동인지를 사들일 때, 해당 동인지의 판매 가능성에 따라 가격이 책정된다: 내용, 평가, 해당 작품을 제작한 동인 서클의 유명도, 인쇄 방법, 색의 사용 여부, 종이의 크기, 동인지의 출간 시기 등이다. 많은 동인 상점들이 전문 만화가들에 의해 만들어진 동인지도 취급하고 있다.

## 주요 동인 상점
- 만다라케 - 1987년에 창립되어 현재 일본 전역에 12개 지점과 온라인 상점을 두고 있다.[7] 동인지뿐 아니라 다른 유명 매체들을 취급하는 것으로 유명하다.
- 코믹 토라노아나 - 1996년에 창립되어 현재 일본 전역에 25개 지점과 온라인 상점 및 디지털 동인지 상점을 두고 있다.
- 멜론북스(일본어: メロンブックス) - 1998년에 창립되어 현재 일본 전역에 28개 지점과 온라인 상점을 두고 있다.[8]
- K-BOOKS - 1992년에 창립되어 현재 오프라인 상점과 온라인 상점을 두고 있다.[9]
- 애니메이트 - 1987년에 창립되어 현재 일본 전역에 114개 지점과 온라인 상점을 두고 있다.[10] 애니메이트의 주요 사업 분야는 전문 출판물 판매이며, 이곳의 동인지 판매대는 규모가 작다.

## 같이 보기
- 동인 (문화)
- 동인지
- 동인 음악
- 동인 소프트웨어
- 동인지 즉매회
- 동인지 인쇄소